# Three Thousand Years of Longing
Three Thousand Years of Longing (bra: Era uma Vez um Gênio; prt: Três Mil Anos de Desejo) é um filme de drama romântico e fantasia de 2022 dirigido e produzido por George Miller. Escrito por Miller e Augusta Gore, é baseado no conto The Djinn in the Nightingale's Eye de A. S. Byatt e estrelado por Idris Elba como um gênio liberto de uma garrafa por uma professora (Tilda Swinton) que conta a ela suas histórias ao longo de milhares de anos de existência. O filme é dedicado à mãe de Miller, Angela, e também a Rena Mitchell, familiar do produtor Doug Mitchell.
O filme estreou fora de competição no Festival de Cannes em 20 de maio de 2022,  onde foi aplaudido de pé por seis minutos. Foi lançado nos cinemas nos Estados Unidos em 26 de agosto de 2022, pela Metro-Goldwyn-Mayer (via United Artists Releasing), e na Austrália em 1º de setembro de 2022, pela Roadshow Entertainment. Recebeu críticas geralmente positivas dos críticos, que elogiaram seus visuais e performances, mas foi um fracasso de bilheteria, arrecadando apenas US$ 20 milhões em um orçamento de US$ 60 milhões.

## Enredo
Alithea Binnie é uma estudiosa da narratologia britânica que ocasionalmente tem alucinações com seres demoníacos. Durante uma viagem a Istambul, Alithea compra uma garrafa antiga e liberta o gênio preso dentro dela. Ele se oferece para conceder a Alithea três desejos, desde que cada um seja realmente o desejo de seu coração. No entanto, Alithea argumenta que desejar é um erro, acusando o gênio de ser um trapaceiro. Ela conta que, quando criança, criou um amigo imaginário na forma de um menino e imaginou-o durante toda a sua vida, mas decidiu esquecê-lo, temendo ser dominada por sua própria imaginação. Em resposta, o gênio começa a contar a ela três histórias de seu passado e como ele acabou preso na garrafa.

## Elenco
- Tilda Swinton como Alithea Binnie
  - Alyla Browne como Alithea Binnie (jovem)
- Idris Elba como gênio
- Aska Karem como oficial de segurança do aeroporto
- Erdil Yaşaroğlu como Professor Gühan
- Sarah Houbolt como gênio do aeroporto
- Aamito Lagum como Queen of Sheba[1]
- Sabrina Dhowre como Senhora do Conselho Britânico/A Observadora
- Nicolas Mouawad como Rei Solomon
- Ece Yüksel como Gülten
- Matteo Bocelli como Prince Mustafa[1]
- Lachy Hulme como Sultan Suleiman
- Megan Gale como Hürrem
- Oğulcan Arman Uslu como Murad IV
  - Kaan Guldur como Murad (jovem)
- Jack Braddy como Ibrahim
  - Hugo Vella como Ibrahim (jovem)
- Zerrin Tekindor como Kösem
- Anna Adams como Sugar Lump
- David Collins como Ozmet, o Jocular
- Burcu Gölgedar como Zefir[1]
- Vince Gil como velho comerciante
- Melissa Jaffer como Clementine
- Anne Charleston como Fanny
- Danny Lim como contador de histórias

## Recepção

### Bilheteria
Three Thousand Years of Longing arrecadou US$ 8,3 milhões nos Estados Unidos e Canadá, e US$ 12 milhões em outros territórios, para um total mundial de US$ 20,3 milhões, contra um orçamento de produção de US$ 60 milhões.
Nos Estados Unidos e Canadá, foi lançado junto com The Invitation e Breaking. Ele arrecadou US$ 1,4 milhão no primeiro dia e estreou com US$ 2,9 milhões em 2 436 cinemas no fim de semana de estreia. A Variety chamou de "um resultado terrível para um filme que está passando em milhares de cinemas em todo o país", e observou que seria um dos maiores fracassos de bilheteria de 2022, com especialistas da indústria culpando a falta de marketing e a ampla estratégia de lançamento. A TheWrap, embora reconhecesse seu baixo desempenho nas bilheterias, observou que o filme ainda poderia gerar lucro para a MGM depois de ir para o streaming, já que a empresa gastou apenas US$ 6 milhões em direitos de distribuição doméstica. Em seu segundo fim de semana, o filme arrecadou US$ 1,5 milhão.

### Recepção crítica
No site agregador de resenhas Rotten Tomatoes, 71% das 254 resenhas dos críticos são positivas, com nota média de 6,5/10. O consenso dos críticos do site diz: "Embora sua história não seja tão impressionante quanto suas maravilhas visuais, é difícil não admirar a ambição absoluta de Three Thousand Years of Longing." O Metacritic, que usa uma média ponderada, atribuiu ao filme uma pontuação de 60 em 100, com base em 52 críticos, indicando "críticas mistas ou médias". O público consultado pelo CinemaScore deu ao filme uma nota média de "B" em uma escala de A+ a F.
Peter Debruge, da Variety, disse: "Hoje em dia, o público é tão experiente sobre os truques à disposição de um cineasta que a maior conquista do filme é que ele captura nossa imaginação (ou talvez seja nosso transtorno de déficit de atenção sendo tão bruscamente manipulado) e o mantém para o quase duas horas, desafiando-nos a antecipar o que vem a seguir."